# 薩爾察赫蓋爾山

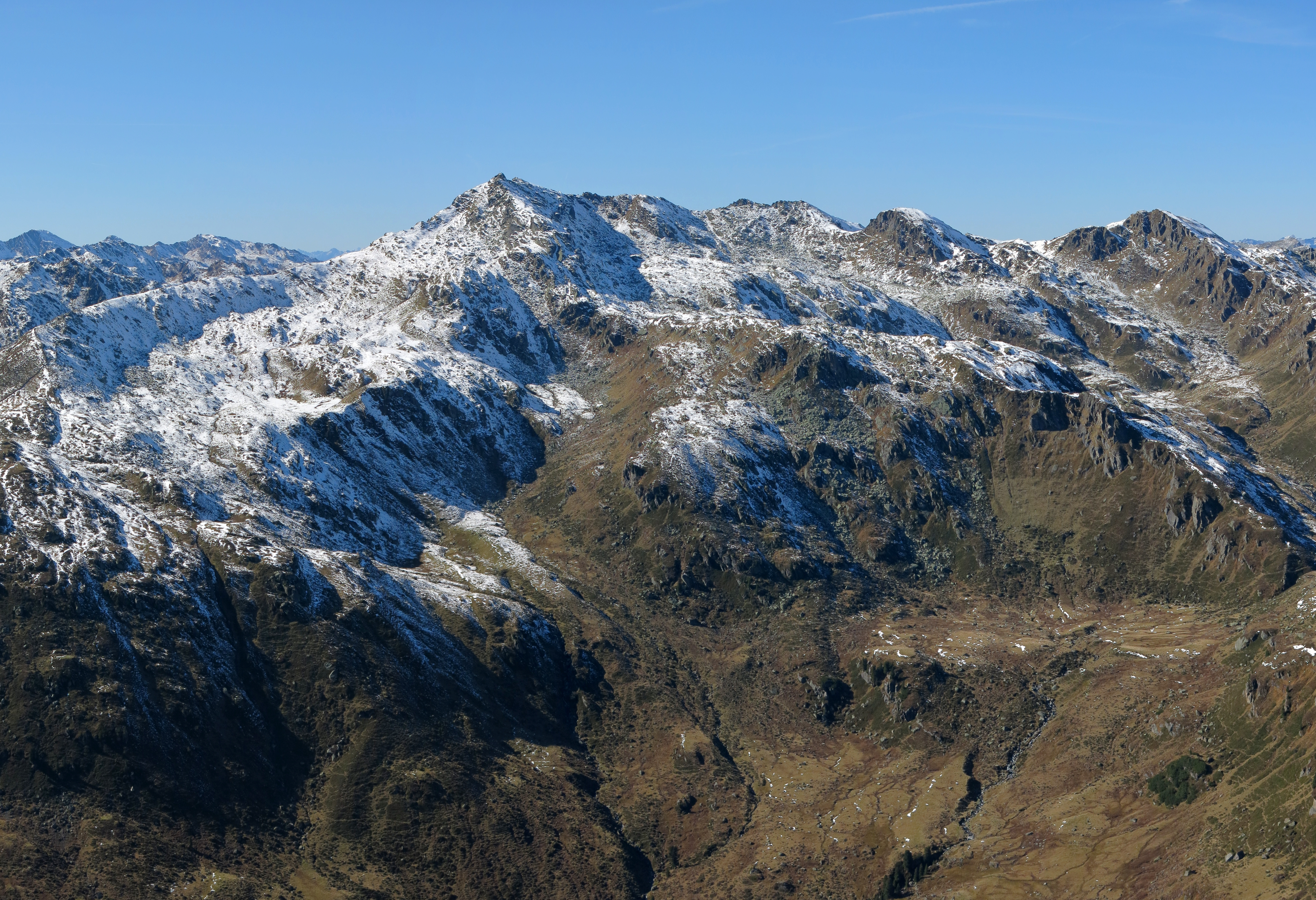

47°17′37″N 12°06′13″E / 47.293642°N 12.103502°E
薩爾察赫蓋爾山（德語：Salzachgeier），是奧地利的山峰，位於該國西部，處於蒂羅爾州和薩爾茨堡州接壤的邊界，屬於基茨比爾阿爾卑斯山脈的一部分，海拔高度2,469米，每年平均降雨量1,971毫米。